# Laurence Trochu
Laurence Trochu (nascida em 4 de Julho de 1973) é uma política francesa que foi eleita membro do Parlamento Europeu em 2024. Serviu como presidente do Movimento Conservador desde 2018. De 2015 a 2021, foi conselheira departamental em Yvelines.
Em 2022 foi candidata pelo 1.º círculo eleitoral de Yvelines, e na eleição suplementar de 2022 pelo 2.º círculo eleitoral de Yvelines.